# Сюльпис, Жан Альбер
Жан Альбе́р Сюльпи́с (фр. Jean Albert Sulpice; род. 1913) — французский кёрлингист.
В составе мужской сборной Франции участник трёх чемпионатов мира (лучший результат — шестое место в 1967 и 1970). Пятикратный чемпион Франции среди мужчин.
Играл на позиции третьего и четвёртого, несколько сезонов был скипом команды.

## Достижения
- Чемпионат Франции по кёрлингу среди мужчин: золото (1960, 1961, 1964, 1967, 1970)[5][6].

## Команды
| Сезон   | Четвёртый          | Третий             | Второй       | Первый        | Турниры           |
| ------- | ------------------ | ------------------ | ------------ | ------------- | ----------------- |
| 1965—66 | Жан Альбер Сюльпис | Ален Бозон         | Андре Дюкрей | Морис Сюльпис | ЧМ 1966 (7 место) |
| 1966—67 | Жан Альбер Сюльпис | Морис Сюльпис      | Филипп Шамба | Пьер Боан     | ЧМ 1967 (6 место) |
| 1969—70 | Пьер Боан          | Жан Альбер Сюльпис | Ален Бозон   | Морис Сюльпис | ЧМ 1970 (6 место) |

(скипы выделены полужирным шрифтом)